# Mister Supranacional 2019
Mister Supranacional 2019 fue la 4.ª edición del certamen Mister Supranacional, correspondiente al año 2019, se realizó el 9 de diciembre en el Centro Internacional de Congresos de Katowice, Polonia. Candidatos de 40 países y territorios autónomos compitieron por el título. Al final del evento, Prathamesh Maulingkar, Mister Supranacional 2018 de India, entregó su título a Nate Crnkovich de Estados Unidos, como su sucesor.

## Resultados
| Posiciones                | Candidato |
| ------------------------- | --- |
| Mister Supranacional 2019 | - Estados Unidos — Nate Crnkovich |
| Primer Finalista          | - Brasil — Ítalo Cerqueira |
| Segundo Finalista         | - Perú — Alonso Martínez |
| Tercer Finalista          | - Polonia — Tomasz Zarzycki |
| Cuarto Finalista          | - Venezuela — Leonardo Carrero |
| Semifinalistas (Top 10)   | - Ecuador — Nicolás Asanza - India — Varun Verma - República Checa — Jan Solfronk - República Dominicana — Angel Holguín - Sudáfrica — Rushil Jina ∆ |
| Cuartofinalistas (Top 20) | - Canadá — Nathan Johnson - Chile — Mario Irazzoky - Filipinas — Denver Hernández - Guinea Ecuatorial — Diosdado Mangue - Indonesia — Enrique Dustin - Laos — Singkham Phommasone - Malta — Yosef Vassallo - Reino Unido — Walter Chahwanda - Tailandia — Chanchai Rungpaisit - Vietnam — Trần Mạnh Khang |

- ∆ Votado por el público de todo el mundo vía internet.

### Ganadores Continentales
| Continente | Candidata                                   |
| ---------- | ------------------------------------------- |
| Africa     | - Sudáfrica - Rushil Jina                   |
| América    | - Ecuador - Nicolás Asanz                   |
| Asia       | - India - Varum Verma                       |
| Caribe     | - República Dominicana - Ángel Holguín      |
| Europa     | - República Checa - Jan Solfronk            |
| Oceanía    | - Nueva Caledonia - Manutea Benet Brissonet |

## Relevancia histórica del concurso
- Estados Unidos ganó por primera vez Mister Supranacional.
- Brasil obtiene la posición de primer finalista por primera vez.
- Perú obtiene la posición de segundo finalista por primera vez.
- Polonia obtiene la posición de tercer finalista por primera vez.
- Venezuela obtiene la posición de cuarto finalista por primera vez.
- Brasil, Filipinas, India, Malta y  Polonia clasifican por cuarto año consecutivo.
- Estados Unidos clasifica por tercer año consecutivo.
- Tailandia, República Checa y República Dominicana clasifican por segundo año consecutivo.
- Canadá, Ecuador, Guinea Ecuatorial, Laos, Perú, Sudáfrica y  Vietnam clasifican por primera vez en la historia del certamen.
- Chile, Indonesia y Venezuela clasificaron por última vez en 2017.
- Reino Unido clasificó por última vez en 2016.
- España, Eslovaquia, México, Panamá y Puerto Rico rompen una racha de clasificaciones consecutivas que mantenían desde 2016.
- Myanmar y Países Bajos rompen una racha de clasificaciones consecutivas que mantenían desde 2017.

## Premios especiales
| Título              | Candidato                         |
| ------------------- | --------------------------------- |
| Mister Físico       | - Países Bajos - Mitch Hart       |
| Mister Amistad      | - México - Gustavo Dousset        |
| Mister Fotogénico   | - Polonia - Tomasz Zarzycki       |
| Mister Personalidad | - Reino Unido - Walter Chahwanda  |
| Mister Top Model    | - Estados Unidos - Nate Crnkovich |

### Retos
| Título              | Candidato                 |
| ------------------- | ------------------------- |
| Reto Talento        | - España - Manuel Soto    |
| Reto Influencer     | - Chile - Mario Irazzoky  |
| Reto Super Fan Vote | - Sudáfrica - Rushil Jina |

- Nota: El ganador del reto influencer, obtuvo un pase al cuadro de los cuartofinalistas y el ganador del reto supra fan vote, obtuvo un pase al cuadro de los semifinalistas en la noche final.

## Candidatos
40 países compitieron por el título de Mister Supranacional 2019:
| - Argelia - Amar Mohammedi - Bolivia - Wilder Ortiz - Brasil - Ítalo Cerqueira - Canadá - Nathan Johnson - Chile - Mario Irazzoky - Colombia - John Marrugo - Corea del Sur - Woo Chang Wook - Ecuador - Nicolás Asanza - Eslovaquia - Tomáš Kucuk - España - Manuel Soto - Estados Unidos - Nate Crnkovich - Etiopía - Yohanes Alemu - Filipinas - Denver Hernandez - Francia - Mavryck Clavel - Guinea Ecuatorial - Diosdado Mangue - India - Varun Verma - Indonesia - Enrique Dustin - Jamaica - Rayon Davis - Japón - Reino Shimamura - Kenia - Priyan Solanki | - Laos - Singkham Phommasone - Malta - Yosef Vassallo - México - Gustavo Dousset - Moldavia - Giovanni Crețu - Montenegro - Stefan Vukmanović - Nueva Caledonia - Manutea Benet-Brissonet - Países Bajos - Mitch Hart - Perú - Alonso Martínez - Polonia - Tomasz Zarzycki - Puerto Rico - Héctor Rodríguez - Reino Unido - Walter Chahwanda - República Checa - Jan Solfronk - República Dominicana - Angel Holguín - Rumania - Bogdan Nicolae - Sudáfrica - Rushil Jina - Suiza - Rafael Caria - Surinam - Artly Voorburg - Tailandia - Chanchai Rungpaisit - Venezuela - Leonardo Carrero - Vietnam - Trần Mạnh Khang |

## Sobre los países en Mister Supranacional 2019

### Naciones debutantes
- Argelia
- Ecuador
- Kenia
- Laos
- Moldavia
- Montenegro
- Sudáfrica
- Vietnam

### Naciones que regresan a la competencia
Concursaron por última vez en 2017:
- Chile
- Etiopía
- Jamaica

Concursaron por última vez en 2016:
- Reino Unido
- Suiza

### Naciones ausentes
- Argentina
- China
- Curazao
- Hawái
- Irlanda
- Myanmar
- Noruega
- Panamá
- Rusia
- Sri Lanka
- Togo
- Trinidad y Tobago